# Нантикоки
Нантикоки (англ. Nanticoke) — индейский алгонкинский этнос, до прихода европейцев населявший побережье Чесапикского залива и территорию штата Делавэр. В настоящее время живут на северо-востоке США, преимущественно в Делавэре, в Оклахоме, а также в Канаде.

## Язык
Нантикоки говорили на языке алгонкинской группы, к настоящему времени исчезнувшем — его последняя носительница, Лидия Кларк, умерла в 1840-х годах.

## История
Самоназвание нантикоков — нентего («прибрежный народ»). Предположительно, они сформировались как народ в Лабрадоре, откуда через Великие озёра и долину Огайо мигрировали на восток вместе с племенами шауни и ленапе. С соседними племенами нантикоки вели интенсивную торговлю.
В 1608 году произошёл первый контакт нантикоков с европейцами — с отрядом британского капитана Джона Смита. Нантикоки заключили с британцами союз и стали торговать с ними бобровыми шкурами.
В 1684 англичане заключили с нантикоками договор, по которому тем была определена резервация в Мэриленде, расположенная между реками Чикакон и Нантикок. Вследствие проникновения европейцев на их земли, нантикоки в 1707 году приобрели участок земли в 3 000 акров на берегу реки Брод в Делавэре. В 1768 году они продали этот участок из-за дальнейшего вторжения. Ранее, в 1744 году, некоторые члены племени переселились в Пенсильванию, получив у ирокезов разрешение жить рядом с Вайомингом и на побережье реки Джуниата. Десятилетие спустя они переселились в верховья реки, присоединившись к племени пискатауэй (также известно, как коной), вместе с которым стали жить под властью Лиги ирокезов.
Во время Франко-индейской войны союз нантикоков и коной сохранял нейтралитет. Когда же началась Американская революция, они встали на сторону британцев. В 1778 году 200 нантикоков переселились в Форт Ниагара вследствие союзнических обязательств. Позднее британцы переселили их в индейскую резервацию Сикс-Нейшенс рядом с Брантфордом (канадская провинция Онтарио), компенсировав таким образом потерянные ими земли. Другие нантикоки остались на реке Баффало (современный штат Нью-Йорк). Ещё одна группа нантикоков присоединилась к ленапе (делаварам) и мигрировала в Канзас; откуда в 1867 они, также вместе, переселились на Индейскую территорию.

## Современность
В настоящее время нантикоки входят в несколько официально признанных племенных объединений США и Канады.